# Легенди за войната на разлома
Легенди за войната на разлома (на английски: Legends of the Riftwar; ISBN 954-585-729-3) е заглавието на фентъзи-трилогия, написана от Реймънд Фийст, Уилям Форсчън, Джоел Розенберг и Стив Стърлинг. Романите на български език са издадени в един том. На английски трите части излизат съответно през 2001, 2002 и 2003 г., а българското издание е пуснато на пазара на 2 октомври 2006 г. Заглавията на трите романа са:
- Доблестен враг (Honoured Enemy) (съвместно с Уилям Форсчън)
- Убийство в Ламът (Murder in LaMut) (съвместно с Джоел Розенберг)
- Джими ръчицата (Jimmy the Hand) (съвместно с Стив Стърлинг)

Историята в романите от трилогията се развива във времето между това в първите два романа от „Сага за войната на разлома“ – „Чиракът на магьосника“ и „Майстор магьосник“. В тях са описани истории, които са встрани от основната линия на действието в „Сага за войната на разлома“.